# Cascada
Cascada (в перекладі з іспанської — водоспад) — німецький Eurodance-гурт більше відомий своїм хітом «Everytime We Touch» (який переміг у World Music Award в 2007) та «What Hurts the Most» (котрий штурмував чарти в 2008). Вони продали 4 мільйони своїх двох альбомів у всьому світі. Потім був «Evacuate The Dancefloor» (цей сингл став першим в чартах Великої Британії, Німеччини та інших країнах. Також ця композиція зайняла перше місце в чарті радіостанції «Love Radio» в Росії). У всьому світі було продано понад 20 мільйонів копій трьох альбомів.
Cascada складається із вокалістки Наталі Хорлер та продюсера Manuel Reuter (DJ Manian) та Yann Peifer (Yanou). Cascada представила Німеччину на конкурсі пісні «Євробачення 2013» з піснею «Glorious», зайнявши 21-е місце.